# Gram de Dinamarca
Gram según Saxo Grammaticus en su Gesta Danorum fue uno de los primeros reyes legendarios de la protohistoria de Dinamarca durante los primeros siglos de la Era cristiana. Gram aparece como un rey guerrero, hijo de Skjöld, que ataca al rey de los sajones el día de su boda, lo mata y secuestra a su esposa Signe, hija del rey finés Sumble. De esa relación nace Hadingus. Gram muere en el campo de batalla contra el rey noruego Svipdag.

## Etimología
La palabra en nórdico antiguo *gramr significa "feroz" pero también "rey" y es probablemente el origen del nombre de Gram, quizás fue una mala interpretación de Saxo ya que no existe ninguna otra fuente antigua que mencione un rey llamado Gram.